# Connor Barth
Connor Thomas Barth (Wilmington, 11 aprile 1986) è un giocatore di football americano statunitense che gioca nel ruolo di kicker per i Chicago Bears della National Football League.

## Carriera professionistica

### Kansas City Chiefs
Firmato tra i rookie scelti nel draft 2010 dai Kansas City Chiefs, Barth nella sua prima stagione disputò 10 partite realizzando 10 field goal su 12, il più lungo dei quali da 45 yard, segnando 24 extra point su 24, 48 kickoff per 2811 yard, 4 in touchback, 42 ritornati con un touchdown e 3 onside kick di cui nessuno recuperato. Inoltre ha messo a segno 2 tackle.

### Miami Dolphins
Dopo la fine della stagione con Kansas City, nella stagione 2009 Barth passò ai Dolphins con cui però non disputò alcuna gara della stagione regolare, prima di venire svincolato il 29 agosto.

### Tampa Bay Buccaneers
Nel prosieguo della stagione 2009 si trasferì ai Tampa Bay Buccaneers dove giocò 9 partite realizzando 14 field goal su 19, più lungo dei quali da 54 yard, segnando 12 extra point su 12, un punt  per 46 yard, 36 kick off per 2.313 yard, di cui 6 in touchback, 29 ritornati e un onside kick recuperato. Inoltre ha messo a segno un tackle solitario.
Il 17 luglio 2013, Barth si ruppe il tendine d'Achille durante una partita di basket per beneficenza, venendo costretto a saltare tutta la stagione 2013.
Il 29 agosto 2014, Barth fu svincolato dai Buccaneers.

### Denver Broncos
Il 25 novembre 2014, Barth firmò coi Denver Broncos dopo che questi svincolarono il rookie Brandon McManus, che solo due mesi prima aveva sostituito il Pro Bowler Matt Prater. A dicembre segnò 10 field goal su 11 tentativi (90,9%) e tutti i tredici tentativi di extra point, venendo premiato come giocatore degli special team della AFC del mese.

### Ritorno ai Buccaneers

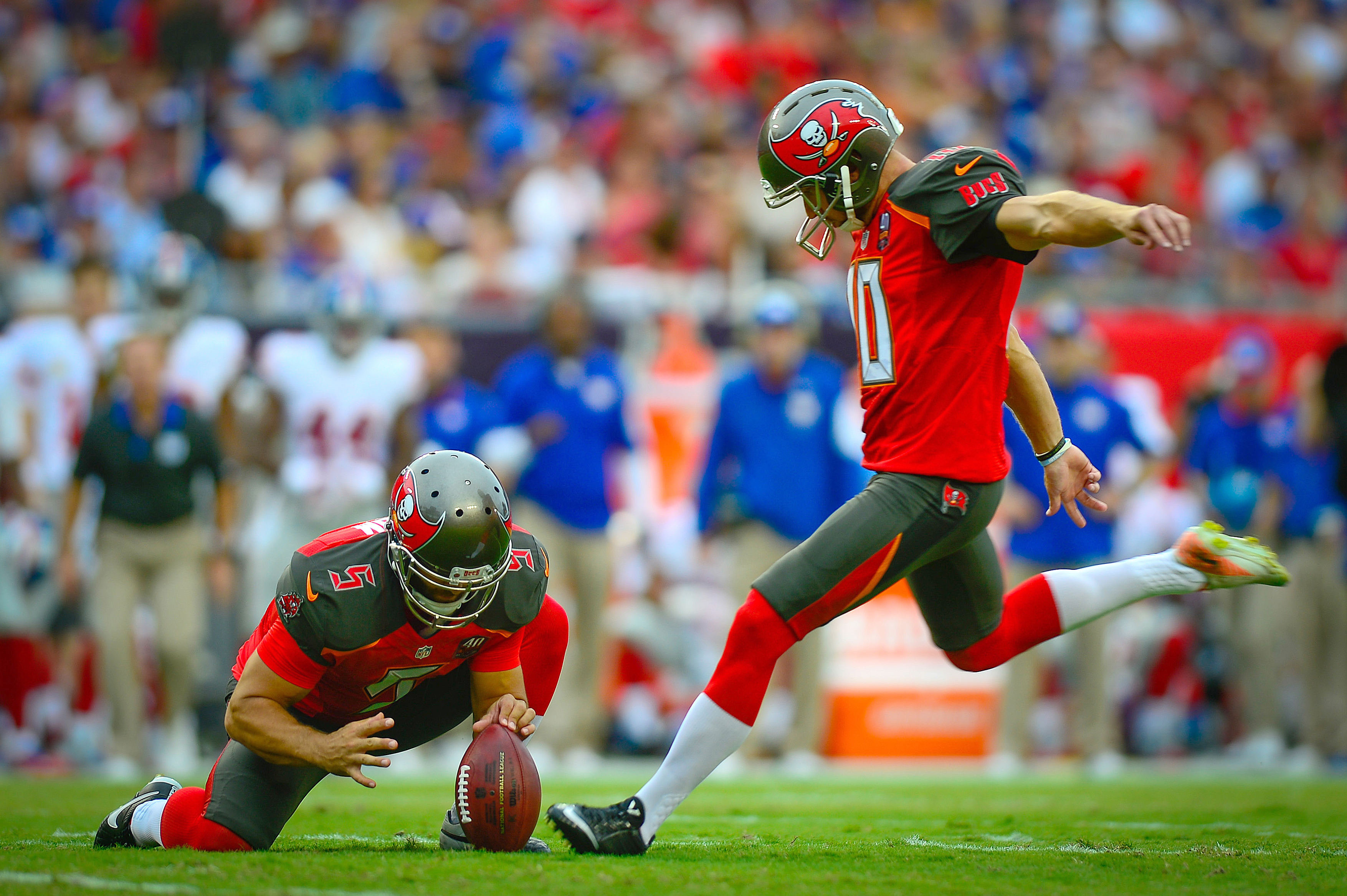
Un tentativo di field goal di Barth nel 2015 contro i Giants

Svincolato dai Broncos il 26 agosto 2015, poche ore dopo Barth firmò un contratto biennale per fare ritorno ai Buccaneers.

### Chicago Bears
Dopo avere passato la pre-stagione 2016 nel roster dei New Orleans Saints, il 5 settembre 2016 Barth firmò con i Chicago Bears per sostituire Robbie Gould.

## Palmarès
- Giocatore degli special team della AFC del mese: 1

dicembre 2014